# Frontera entre Indonesia y Papúa Nueva Guinea

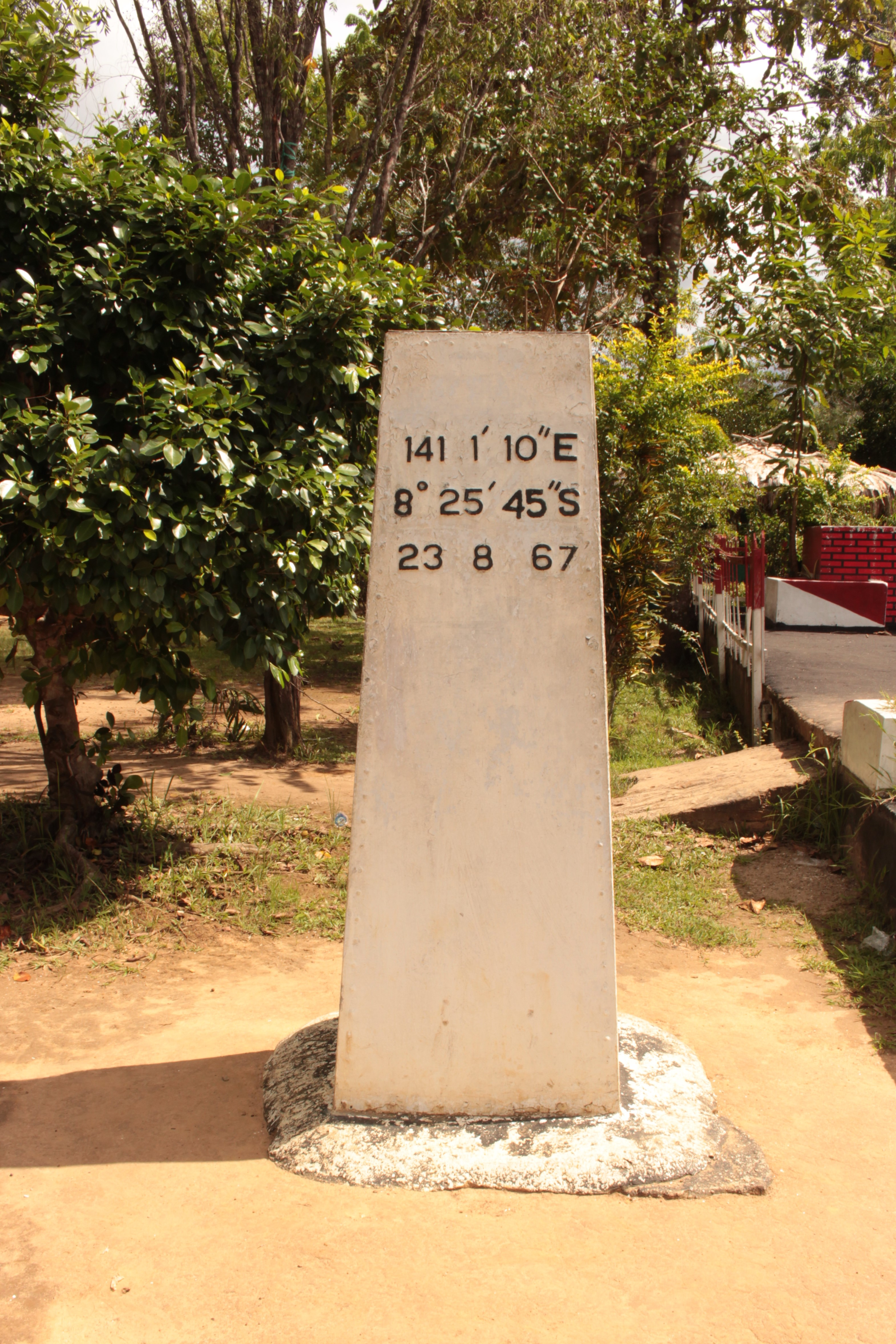
Pilar fronterizo MM13 cerca del puesto fronterizo de Sota

La frontera entre Indonesia y Papúa Nueva Guinea es el límite de 820 km de longitud que divide en dos partes la isla de Nueva Guinea en Oceanía. El sector oriental está constituido de una nación independiente, Papúa Nueva Guinea mientras que la parte occidental forma la Nueva Guinea occidental, que forma parte de Indonesia. Característica de las fronteras heredadas de la colonización europea, es prácticamente rectilínea. La zona atraviesa una zona constituida por bosques y de humedales es muy escasamente poblada, de difícil acceso y a veces accidentada.  

## Trazado

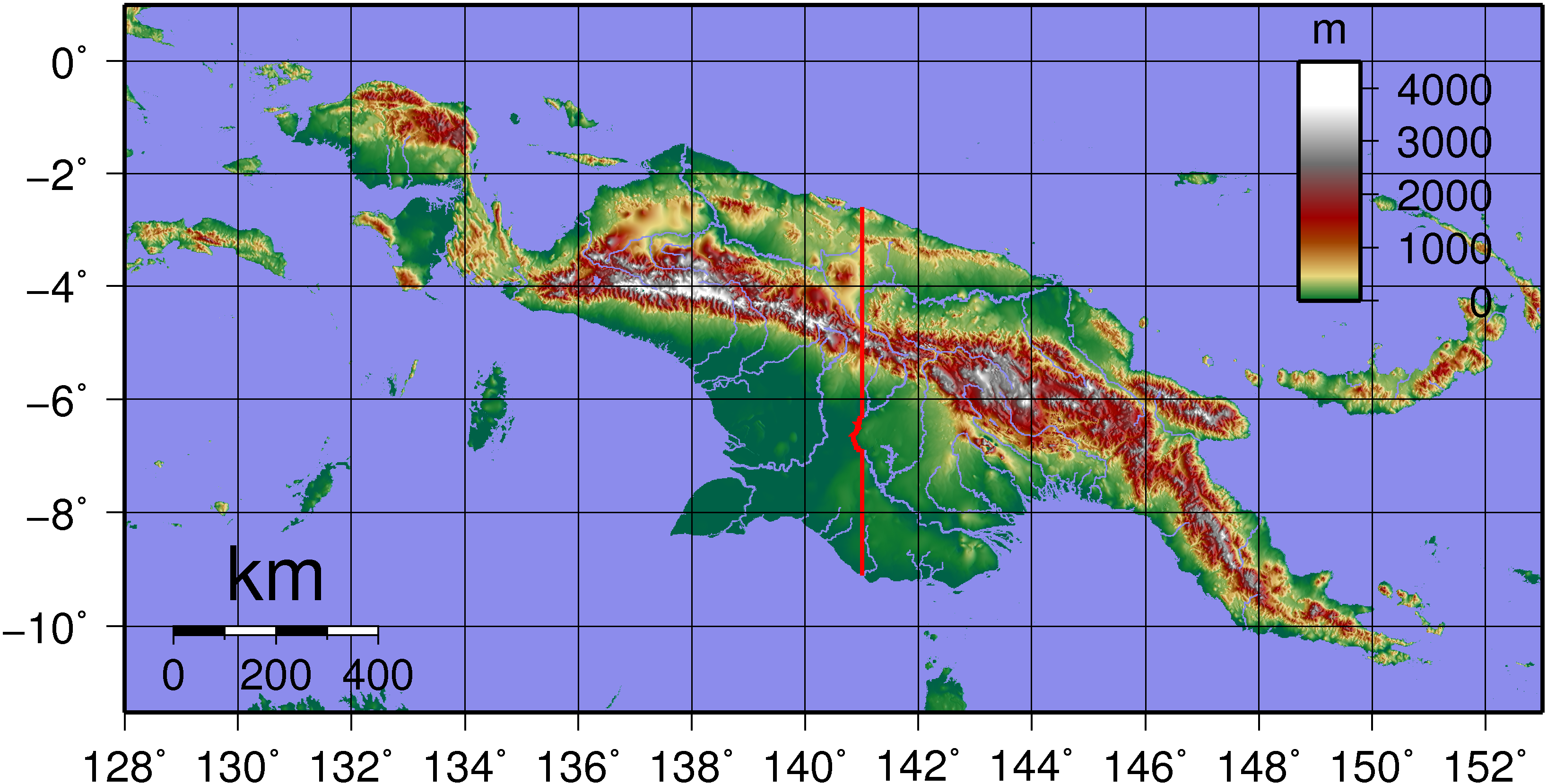
Topografía de la Nueva Guinea.

La frontera terrestre corta de norte a sur a lo largo del meridiano 141° E. La mayor parte de su trazado está ubicado en un bosque tropical húmedo excepto en la sección central en alta montaña que atraviesa un bosque nuboso. Inicia al norte sobre la costa del océano Pacífico en la intersección entre el meridiano 141° E y la latitud 2° 35' 37" a la altura de Wutung, entre Vanimo y Jayapura. Después, atraviesa  una serie de acantilados calizos que llevan al macizo montañoso de Bougainville. El trazado coge luego una vasta llanura pantanosa donde fluye el río Sepik. Después corta transversalmente el macizo central de la isla, las montañas Star donde se ubica la mina de cobre de Ok Tedi, uno de los motores de la economía papuense, ubicada a sólo 18 km de la frontera. La frontera sigue luego por tierras bajas, allí se ubica el único sector donde se aparta del meridiano 141° E, en la intersección entre éste y el río Fly (a 6° 19' 24" S). A partir de ahí sigue el talweg muy sinuoso de este curso de agua hasta una intersección entre el meridiano 141° E (más exactamente en la longitud 141° 01' 10) y la latitud 6° 53' 33" S. Llega luego al mar de Arafura a la latitud 9° 08' 08".
El trazado no está bien materializado sobre el terreno, en los años 1980 solo existían 14 hitos fronterizos a lo largo del trazado. De los informes escritos de los años 1960 se ha establecido que la frontera corría en medio de al menos un pueblo y que varios pueblos administrados por los neerlandeses se ubicaban de hecho en territorio australiano. Todavía en 1980 se dio cuenta de que un pueblo inclusive en los censos de Papúa Nueva Guinea se encontraba ubicado en Indonesia.

## Historia

Nueva Guinea (1884-1919).
Territorio de los Países Bajos
Territorio de Gran Bretaña
Territorio de Alemania

El origen de la frontera remonta a 1848, fecha en la cual los Países Bajos definieron los límites del sector de Nueva Guinea que les pertenecía y que era parte de la colonia de las Indias Orientales Neerlandesas. El sector oriental estuvo compartido entre el Imperio alemán y el Imperio británico que establecieron respectivamente sus colonias de Nueva Guinea Alemana en la parte norte de la isla y el Territorio de Papúa al sur en 1884. La frontera se oficializó en 1885 y su trazado quedó inalterado hasta nuestros días. Como consecuencia de la derrota alemana durante la Primera Guerra Mundial en 1918, la colonia de ese país pasó a cargo de Australia en el marco de un mandato de la Sociedad de las Naciones tras la fusión con la colonia británica en 1949. El territorio pasó a denominarse Territorio de Papúa y Nueva Guinea, que se independizó en 1975 con el nombre de Papúa Nueva Guinea. La parte occidental de la isla fue anexada por Indonesia en 1963. Un acuerdo que definió el trazado de la frontera se firmó entre Australia e Indonesia en 1973.